# NGC 5418
NGC 5418 (другие обозначения — UGC 8946, MCG 1-36-16, ZWG 46.40, IRAS13597+0755, PGC 49997) — спиральная галактика с перемычкой в созвездии Волопаса.
Этот объект входит в число перечисленных в оригинальной редакции «Нового общего каталога».